# オレンジ (松室政哉の曲)
「オレンジ」は、松室政哉のインディーズシングル。

## 解説
- インディーズ時代のライブ会場限定販売作品。また、オフィスオーガスタに所属して初の円盤作品。
- 規格品番は、ATS-54。

## 収録曲
CD
1. オレンジ
  - 作詞・作曲・編曲：松室政哉
  - SOU「BRAND REUSE NANBOYA」CMソング
2. 写真少年の憂鬱
  - 作詞・作曲・編曲：松室政哉
  - 鳥取市「すごい！鳥取市」 CMソング

## 演奏
- 松室政哉
  - Vocal, Chorus, Other Instruments
- あらきゆうこ
  - Drums
  - Percussions (#2)
- 山口寛雄
  - Bass
- 後藤秀人
  - Acoustic Guitar, Electric Guitar
  - 12 Strings Guitar (#2)